# Cobleskill (miasto)
Cobleskill – miasto w Stanach Zjednoczonych, w stanie Nowy Jork, w hrabstwie Schoharie.